# Донской, Борис Михайлович
Борис Михайлович Донской (1894, с. Гладкие Выселки Рязанской губернии — 10 августа 1918, Киев) — русский революционер, эсер.

## Биография
Родился в 1896 году в селе Гладкие Выселки Рязанской губернии в крестьянской старообрядческой семье. Отец — Михаил Тимофеевич (род. 1855). Мать — Анна Петровна (в девичестве Касатикова). Брат Иосиф (род. 1878), брат Фёдор (род. 1888), сестра Марфа (род. 1882).
Окончил сельскую школу. В 15-летнем возрасте переехал в Петербург. Участвовал в политкружках, увлекался толстовством.
В 1915 году призван в армию, служил минным машинистом на транспортном судне «Азия» во 2-м Балтийском флоте. Вёл партийную работу среди военных моряков, был арестован за организацию голодовки-протеста против притеснения матросов. Освобождён в результате Февральской революции 1917 года.
После революции избран членом Исполкома Кронштадтского Совета рабочих, солдат и матросских депутатов и членом Кронштадтского комитета Партии социалистов-революционеров, стоявшего на левых позициях.
Во время Июльских событий 1917 года Донской в ночь на 4 июля связался по телефону с лидерами левых эсеров в Таврическом дворце, согласовал с ними вопрос об участии в вооружённой демонстрации и сообщил об этом Кронштадтскому Совету.
Позднее Донской был член делегации исполкома Совета на переговорах с ВЦИК по поводу возвращения в Кронштадт всех моряков, участвовавших в этих событиях, в том числе и арестованных Временным правительством.
В момент выступления генерала Л. Г. Корнилова Донской вместе с эсером-максималистом Н. И. Ривкиным командовал сводным отрядом балтийских моряков, посланным для защиты Петрограда.
В дни октябрьского переворота Донской был комиссаром форта Ино и руководил отправкой формирований на Пулковские высоты. Противник Брестского мира.
Весной 1918 года вместе с Каховской совершил поездку в Донецко-Криворожскую республику для организации партийного подполья. Много выступал, подчёркивая интернационалистическую позицию партии в дни борьбы против немцев. После того, как 2-й съезд Партии левых социалистов-революционеров санкционировал «применение партией интернационального террора», Донской вошёл в состав Всероссийской Боевой организации ПЛСР.

Газета эсеров-борьбистов памяти Бориса Донского. 1919

Вместе с Каховской и Г. Б. Смолянским в Киеве занимался подготовкой террористического акта против командующего группой армий «Киев» немецкого генерала-фельдмаршала Германа фон Эйхгорна.
30 июля Донской бросил в генерала-фельдмаршала бомбу-снаряд. Герман фон Эйхгорн и его адъютант капитан фон Дресслер погибли. Сам Донской был сразу задержан.
Несмотря на жестокие пытки, сообщил лишь своё имя, партийную принадлежность и заявил, что ЦК ПЛСР вынес «смертный приговор Эйхгорну за то, что он, являясь начальником германских военных сил, задушил революцию на Украине, изменил политический строй, произвёл, как сторонник буржуазии, переворот, способствуя избранию гетмана, и отобрал у крестьян землю». Из Лукьяновской тюрьмы ему удалось передать на волю записку:
Для меня нет в жизни более дорогого, чем революция и партия.
По приговору военно-полевого суда Донской был приговорён к смертной казни и 10 августа 1918 года публично повешен перед Лукьяновской тюрьмой на телеграфном столбе. Похоронен на Лукьяновском кладбище.

## Современники о Донском
Ф. Ф. Раскольников, работавший с Донским, писал:
Донской был одним из самых симпатичных работников Кронштадтской левоэсеровской организации. Развитой, очень смышлёный матрос, он обладал боевым темпераментом.
Молодой, невысокого роста, с живыми глазами, энергичный, увлекающийся и жизнерадостный, он всегда был в первых рядах и смело глядел в лицо опасности.
Среди кронштадтских левых эсеров он казался нам наиболее близким, поддерживал хорошие отношения с нашей партией, и в нашей организации его любили. «Борьба до конца» была его стихией.
По свидетельству Каховской:
Донской пользовался громадной популярностью в Кронштадте и матросская масса постоянно выдвигала его во все тяжёлые и ответственные минуты на передовые роли. Партия ценила в нём крупного массового работника, а те, кому чаще приходилось встречаться с ним,- удивительно обаятельного, редкой душевной чистоты человека и драгоценного товарища.